# Art de Luxemburg

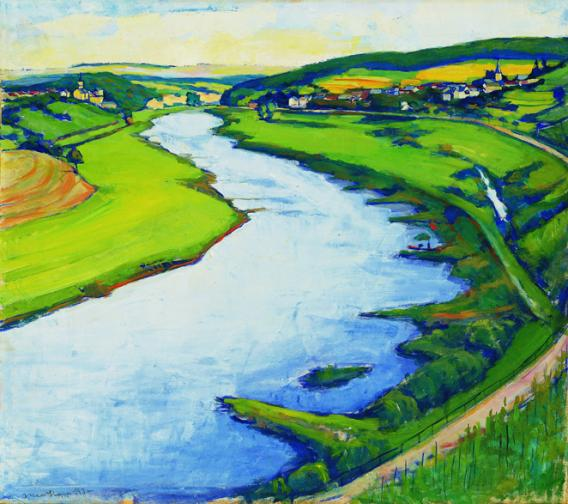
Nico Klopp: Stretch of the Moselle at Greiveldange with Stadtbredimus (1930).

L'art de Luxemburg es remunta a l'època romana, especialment en el que representa l'escultura que es troba en tot el país i en el gran mosaic de Vichten. Al llarg dels segles, les esglésies i castells de Luxemburg han albergat una sèrie d'obres culturals, però quasi totes atribuïdes a artistes estrangers. Els primers exemples d'art amb un gust nacional són pintures i mapes de la ciutat de Luxemburg i les seves fortificacions des del final del segle xvi fins al començament del segle xix, encara que aquests també van ser en la seva majoria creats per artistes estrangers. Un interès veritable per l'art entre els ciutadans del propi país es va iniciar en el segle xix amb pintures de Luxemburg i el seu entorn després que el país es va convertir en un gran ducat el 1815. Això va ser seguit per l'interès en l'impressionisme i l'expressionisme de principis del segle xx, el període més ric de la pintura de Luxemburg, mentre que l'abstracció es va convertir en el focus d'art després de la Segona Guerra Mundial. Avui dia hi ha una sèrie d'artistes contemporanis d'èxit, alguns dels quals han guanyat ampli reconeixement internacional.

## Antiguitat
Un considerable nombre d'escultures s'han trobat a les ruïnes de vil·les romanes en diverses parts de Luxemburg, però l'excepcional tresor artístic de l'època és el mosaic de Vichten: representa l'al·legoria mitològica de nou muses filles de Zeus i Mnemòsine, en l'ordre de l'escriptor Hesíode: Clio, Euterpe, Talia, Melpòmene, Terpsícore, Erato, Polímnia, Urània i Calíope. S'utilitzava per a adornar la sala de recepció d'una vil·la romana a Vichten; actualment es pot observar al Museu Nacional d'Història i d'Art de Luxemburg. Altres peces notables des del segle II inclouen una copa de terracota decorada amb un relleu d'una escena de caça, trobada en una tomba a la vora de Mamer, una estàtua i un relleu de la dea romanocelta Epona trobada a Dalheim Ricciacum, així com estàtues de bronze de Júpiter i Mercuri.

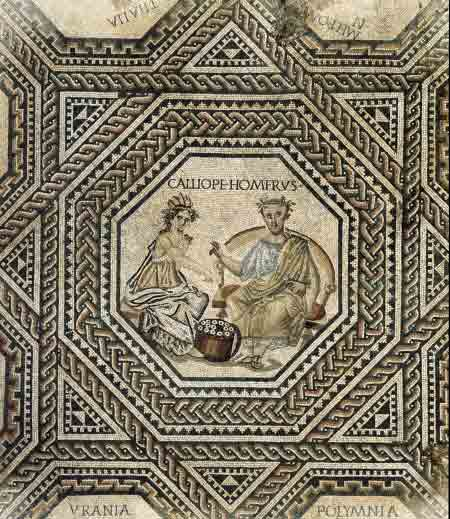
Mosaic de Vichten mostrant a Cal·líope i Homer (circa 270)
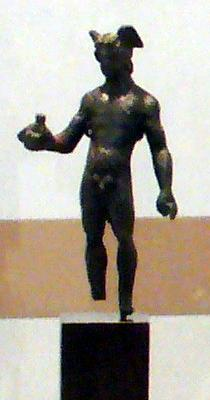
Estàtua de bronze de Mercuri
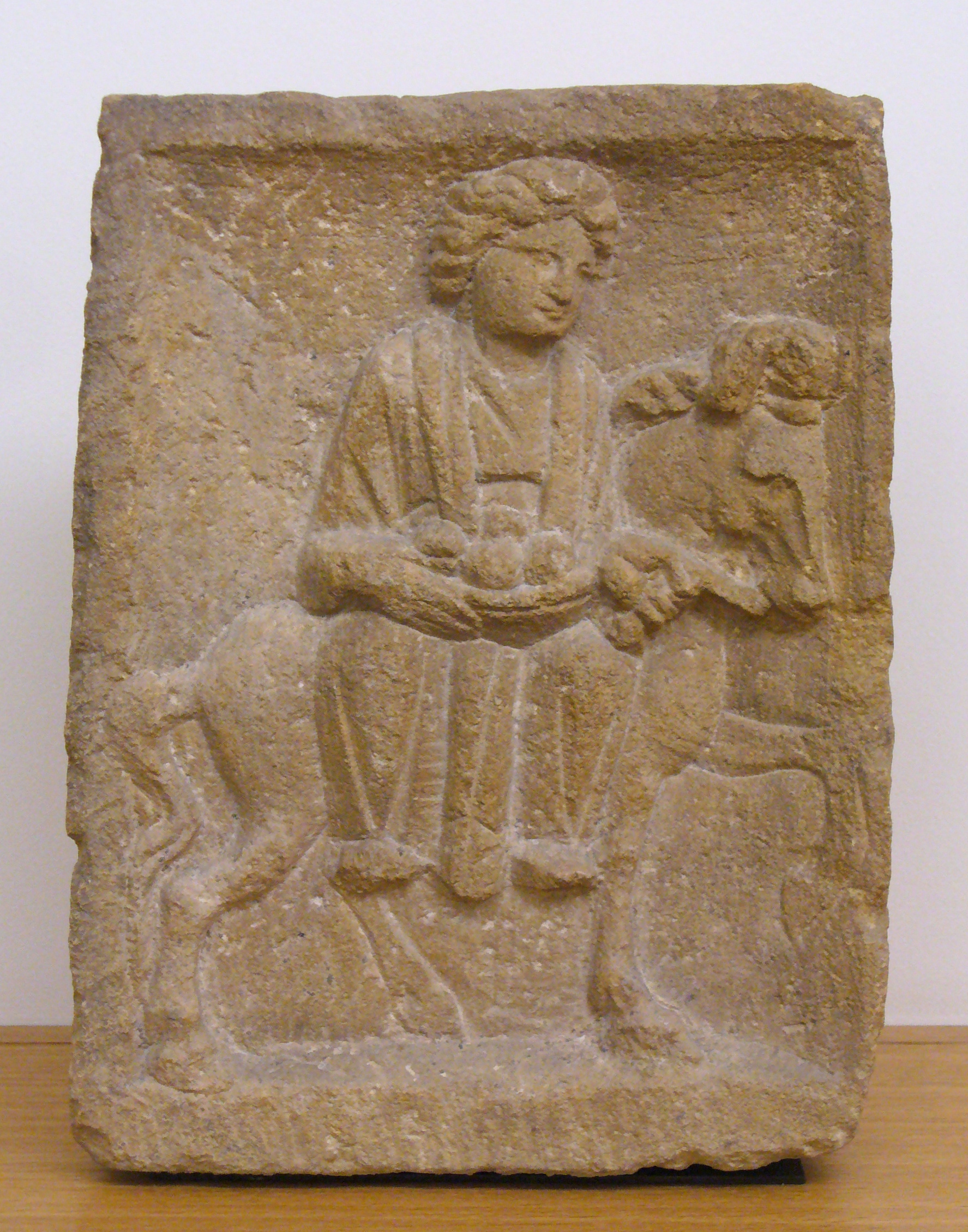
Relleu de la dea gal·loromana Epona, protectora dels animals de granja

## Codex Aureus d'Echternach
El Codex Aureus d'Echternach és un dels primers llibres il·luminats evangeliaris realitzat al segle xi, que conté la Vulgata amb versions dels quatre evangelis. Un dels més profusament il·lustrats manuscrits otonians, que es va produir a l'abadia d'Echternach, sota la direcció de l'abat Humbert. L'estil refinat d'Echternach en la pintura es caracteritza per un ric colorit, formes clares i polida accentuació de les figures, interpretant l'art dels mestres de Trèveris amb gran originalitat. Els il·luminadors d'Echternach es van basar en l'estil i la iconografia d'obres molt més antigues que es troben a les biblioteques de Trèveris i Reichenau. El Còdex Aureus és un dels dos manuscrits que es van mantenir a Echternach durant alguns segles, junt amb la majoria d'altres que es van produir sota el mandat d'Enric III del Sacre Imperi romanogermànic. Ara es troba al Museu Nacional d'Alemanya, a Nuremberg.

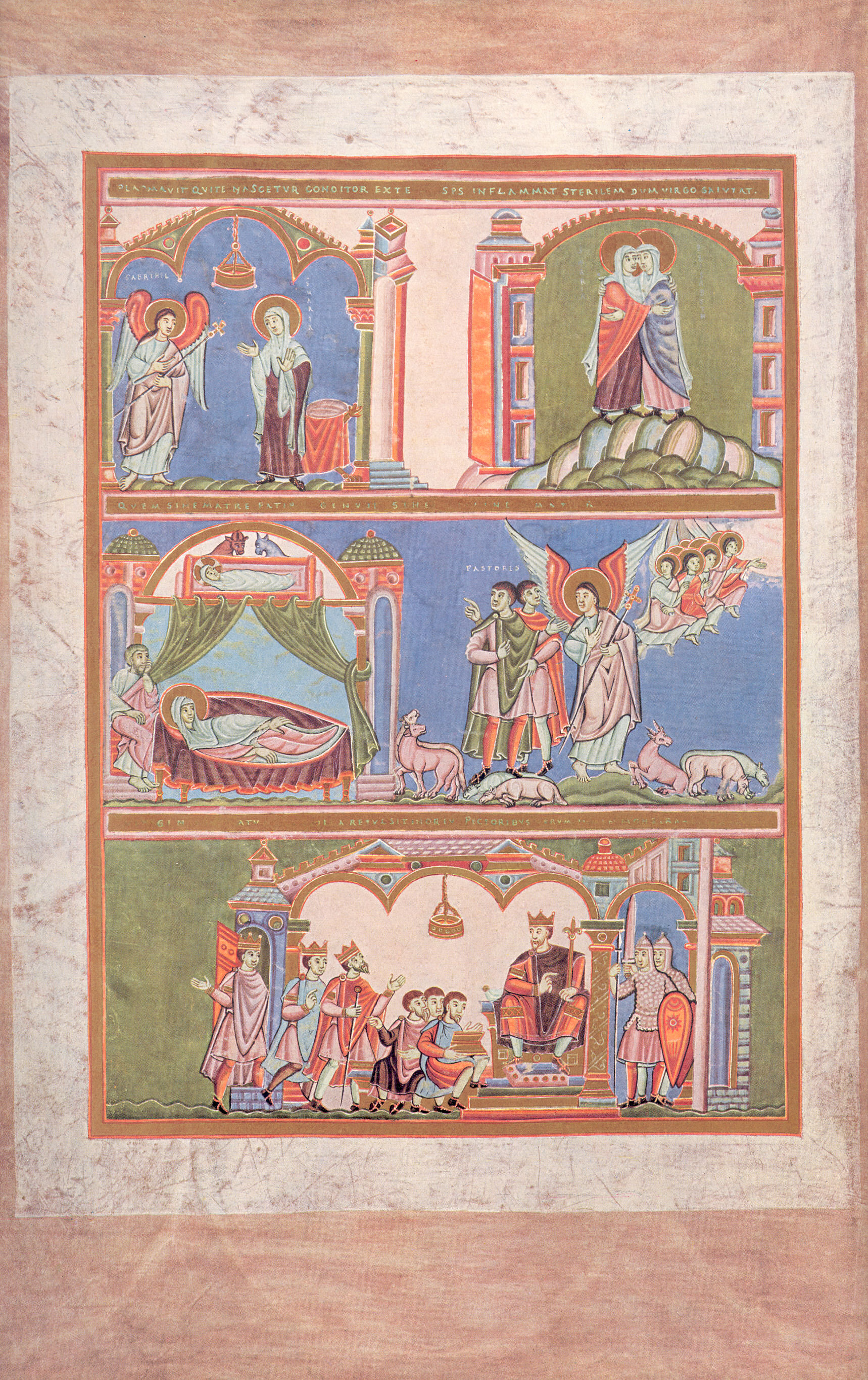
Codex Aureus d'Echternach: Foli 18 verso
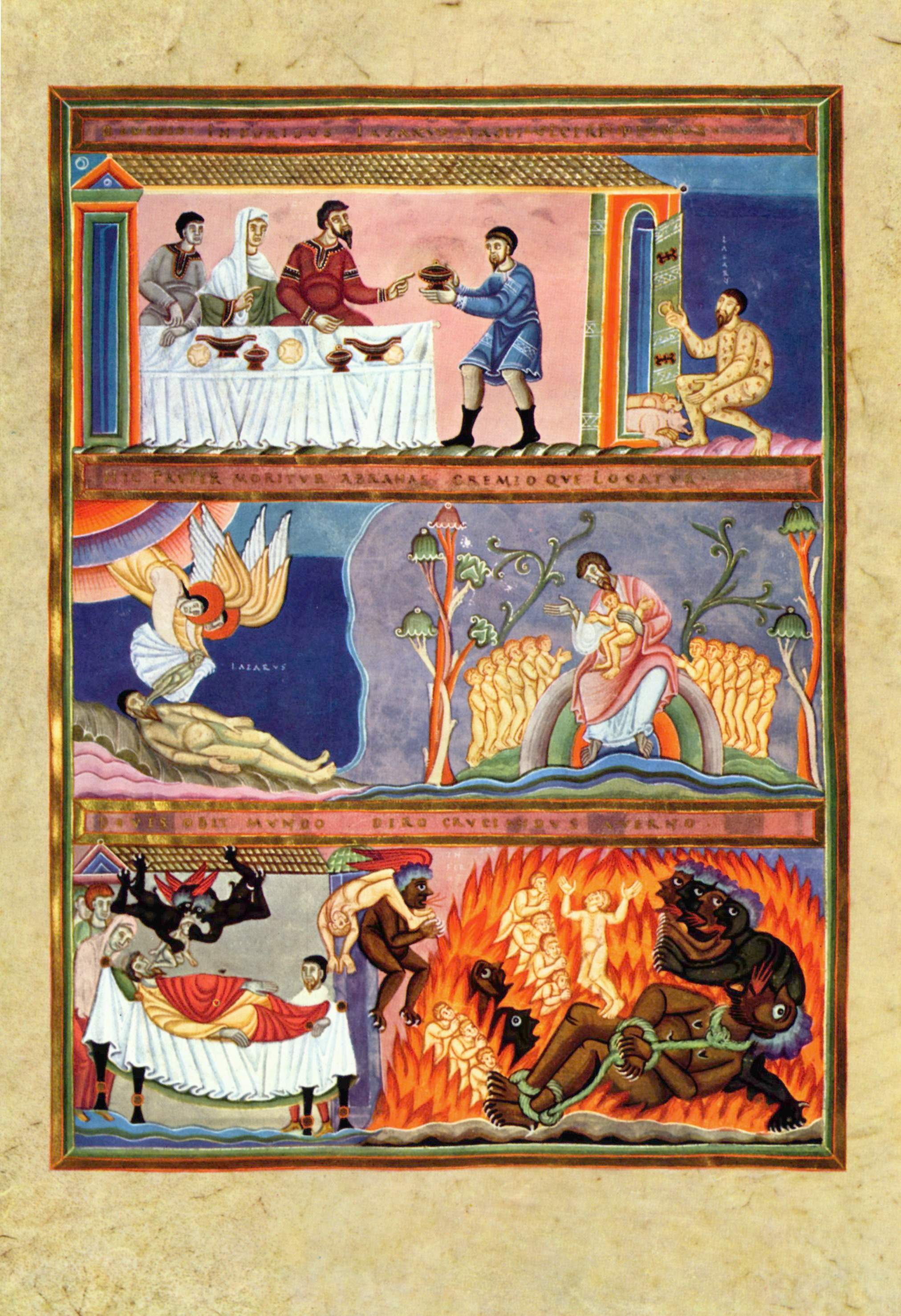
Codex Aureus d'Echternach: Foli 78 recto
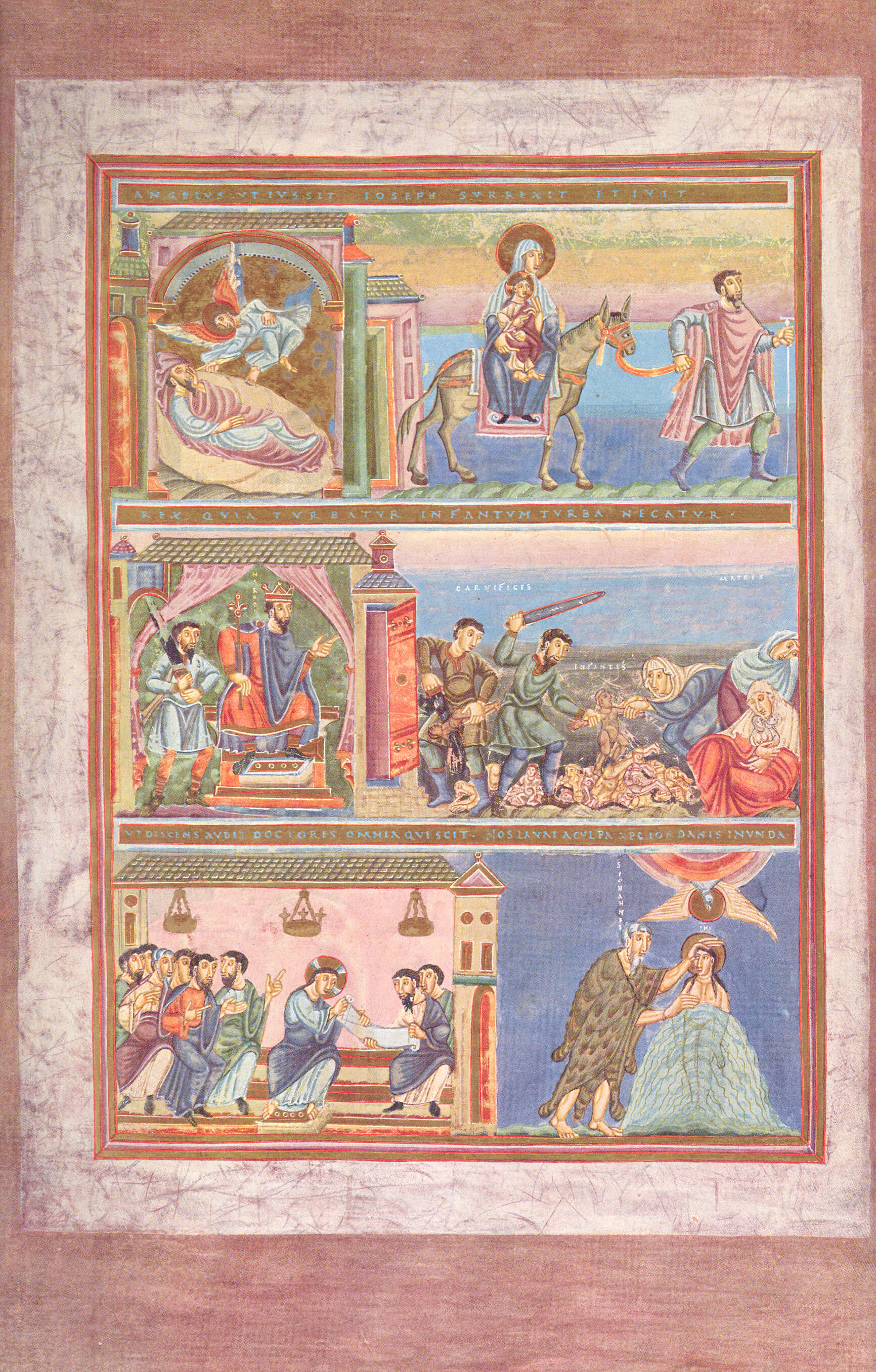
Codex Aureus d'Echternach: Foli 19 verso

## Antigues vistes de Luxemburg
Una de les obres més antigues relacionades amb la ciutat de Luxemburg és un dibuix de llapis i tenyiment amb tinta del Château Mansfeld o, més correctament, el Château de la Fontaine. El treball és del segle xvi i s'atribueix a l'artista flamenc Tobias Verhaecht (1561-1631). Mansfeld va ser governador de Luxemburg des de 1545 fins a la seva mort el 1604. El 1598, Georg Braun i Frans Hogenberg van publicar la vista més antiga coneguda de la ciutat de Luxemburg, un gravat de coure que va aparèixer en Civitates Orbis Terrarum (Colònia, 1598). Mig segle més tard, el cartògraf holandès Joan Blaeu, basant-se en el treball de Braun, va publicar el seu Luxemburgum al segon volum de la seva obra Stedeboek (Amsterdam, 1649). Adam Frans van der Meulen ofereix una altra visió de Luxemburg des del barri de Limpertsberg, en què representa tropes franceses prenent la ciutat el 1649.

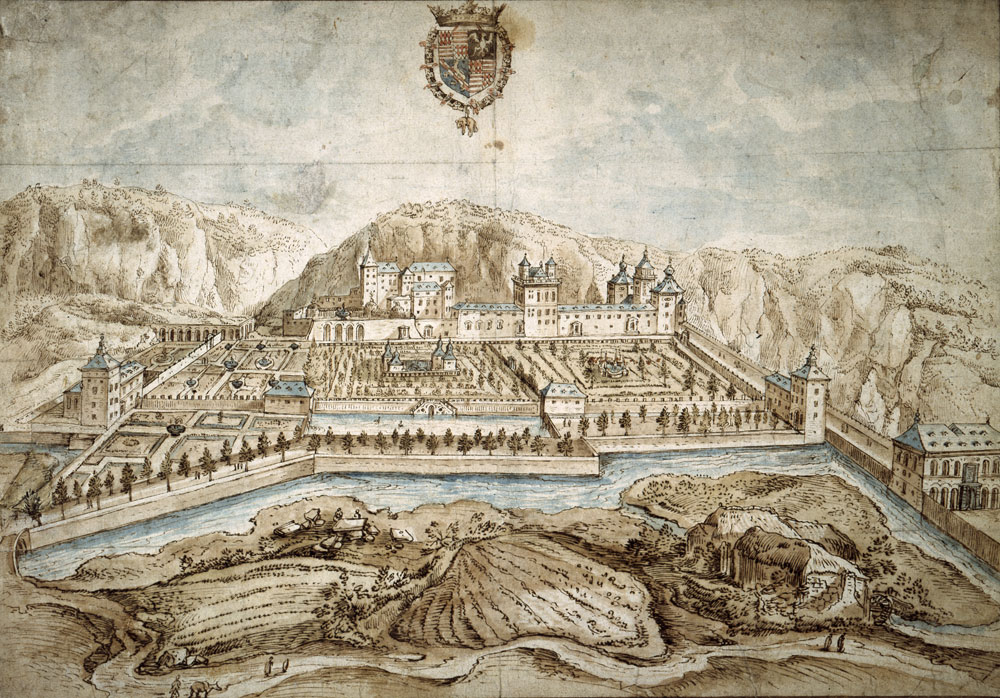
Tobias Verhaecht: La Fontaine (segle xvi)
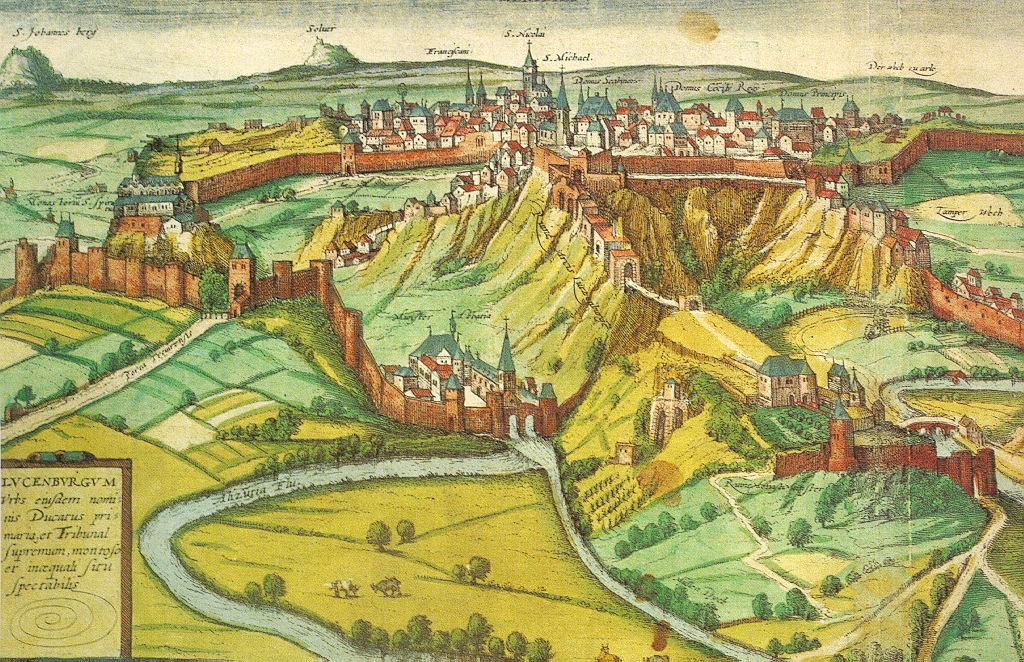
Georg Braun, Franz Hogenberg: Luxembourg City (1598)
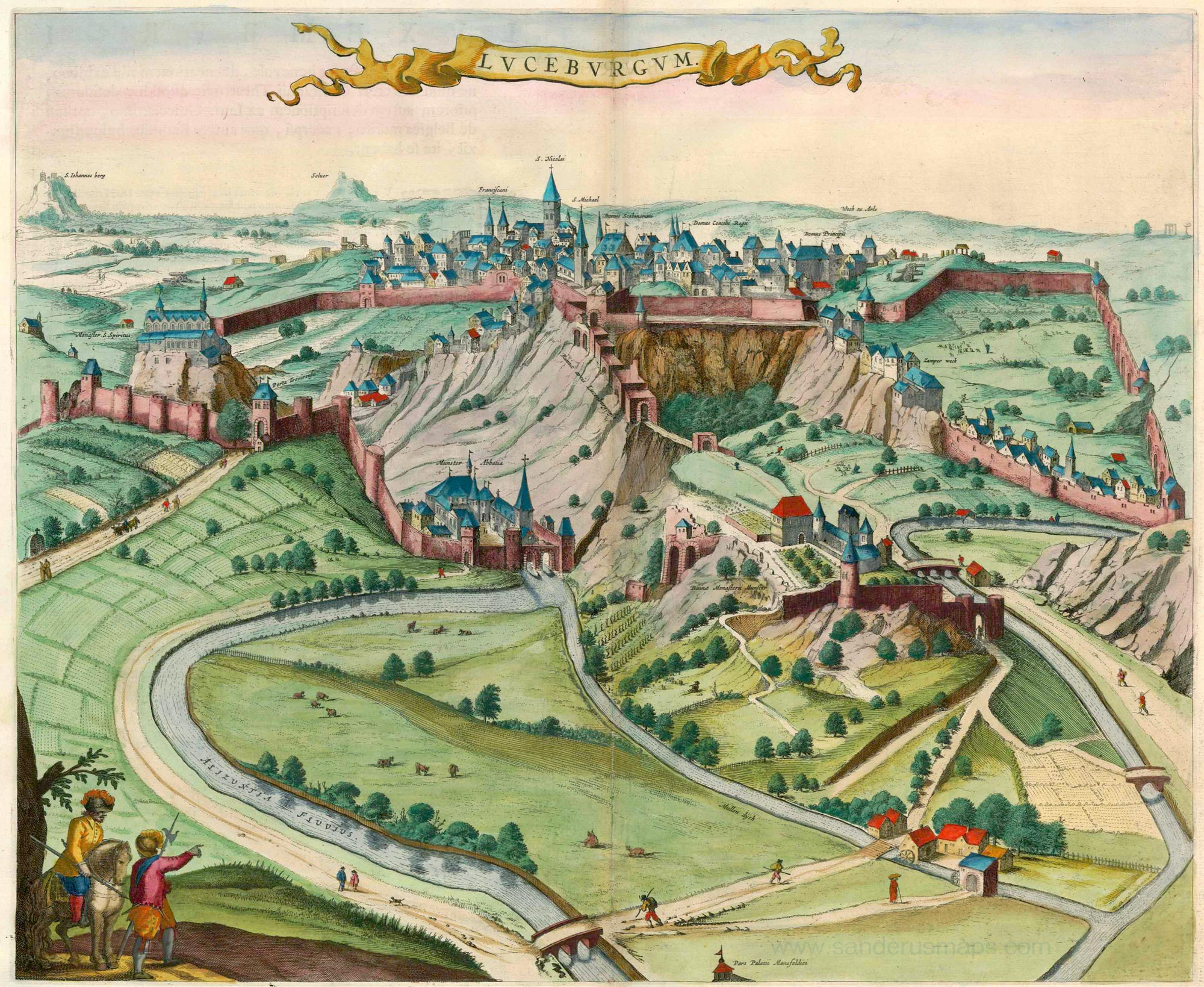
Joan Blaeu: Luxembourg City (1649)
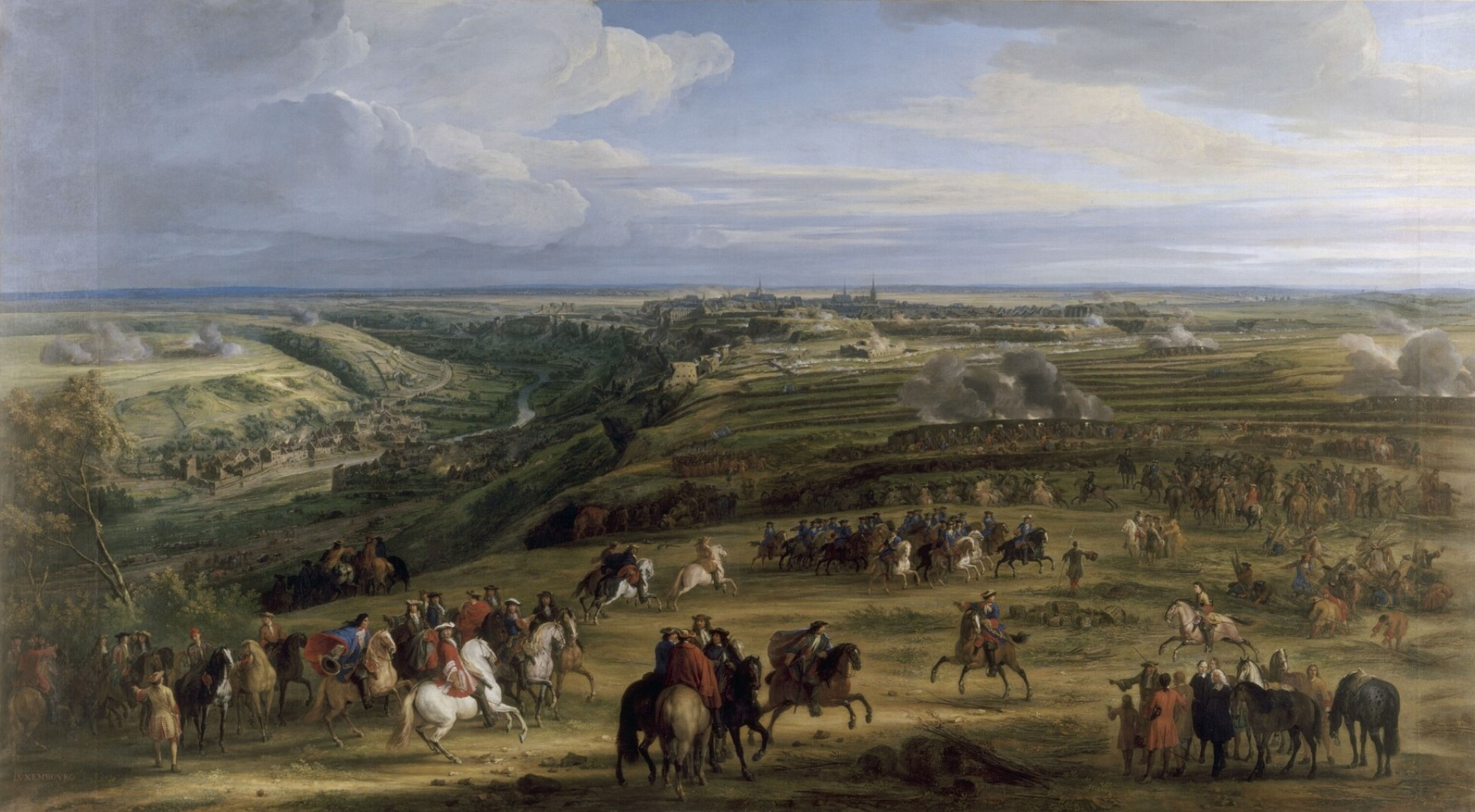
Van der Meulen: Prise de Luxembourg (1649)

## Primers artistes de Luxemburg
Va ser a començaments del segle xix que els artistes luxemburguesos finalment van començar a adquirir un esperit de nacionalisme que va resultar en obres que destaquen la bellesa de la ciutat i el país en el seu conjunt. Jean-Baptiste Fresez (1800-1867) va ser l'artista més important del període, recordat sobretot per les seves imatges quasi fotogràfiques de la ciutat de Luxemburg. Els seus paisatges, que va començar a publicar ja el 1826, també van ser de gran mèrit artístic. El 1855, va publicar el seu famós Album pittoresque du Grand-Duché de Luxembourg, que conté composicions extremament detallades, moltes d'aquestes representen la més belles vistes de Luxemburg. Les seves obres són de gran valor documental, sobretot els de la fortalesa de Luxemburg abans de ser desmantellada.
Nicolas Liez (1809-1892), que havia estat un dels alumnes de Fresez, va ser pintor, escultor i arquitecte. Se'l recorda sobretot per les seves litografies d'escenes de tot el gran ducat i per la seva pintura a l'oli de la ciutat de Luxemburg. La seva col·lecció de litografies publicades en Voyage pittoresque à travers le Grand Ducado de Luxemburgo (1934) conté alguns dels seus millors treballs. La seva obra més famosa és la visió de la ciutat de Luxemburg des del Fetschenhof, que va dibuixar, pintar i litografiar el 1870. Mostra la ciutat quan la demolició de la fortalesa acabava de començar. Malgrat el seu intent d'emfasitzar les fortificacions en exagerar l'alçada dels penya-segats i el pont del ferrocarril, la pintura és una bona representació de la ciutat i el seu paisatge celeste.
Michel Engels (1851-1901) va ser un mestre il·lustrador, pintor, i el seu art és recordat principalment pels seus esbossos de les fortificacions de la ciutat de Luxemburg, encara que també va pintar un parell d'aquarel·les.

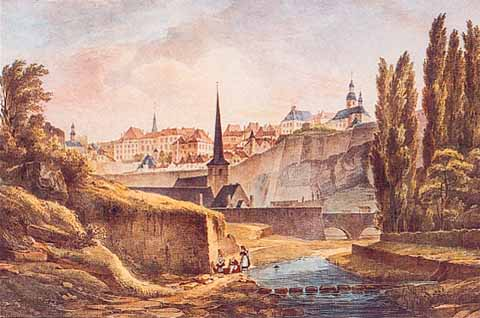
Jean-Baptiste Fresez: Luxembourg from the Alzette River (c. 1828)
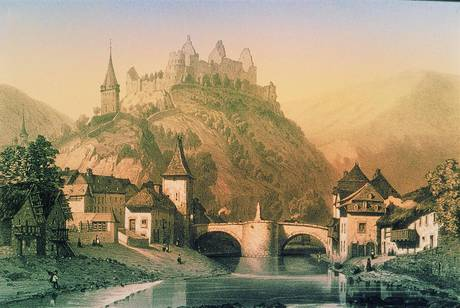
Jean-Baptiste Fresez: Vianden near the Bridge (c. 1857)
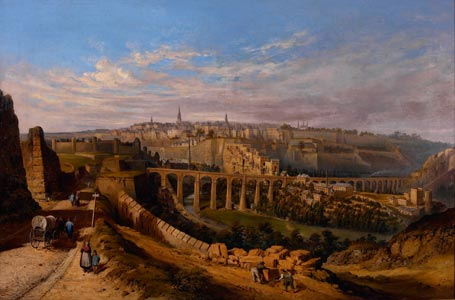
Nicolas Liez: View of Luxembourg from the Fetschenhof (1870)
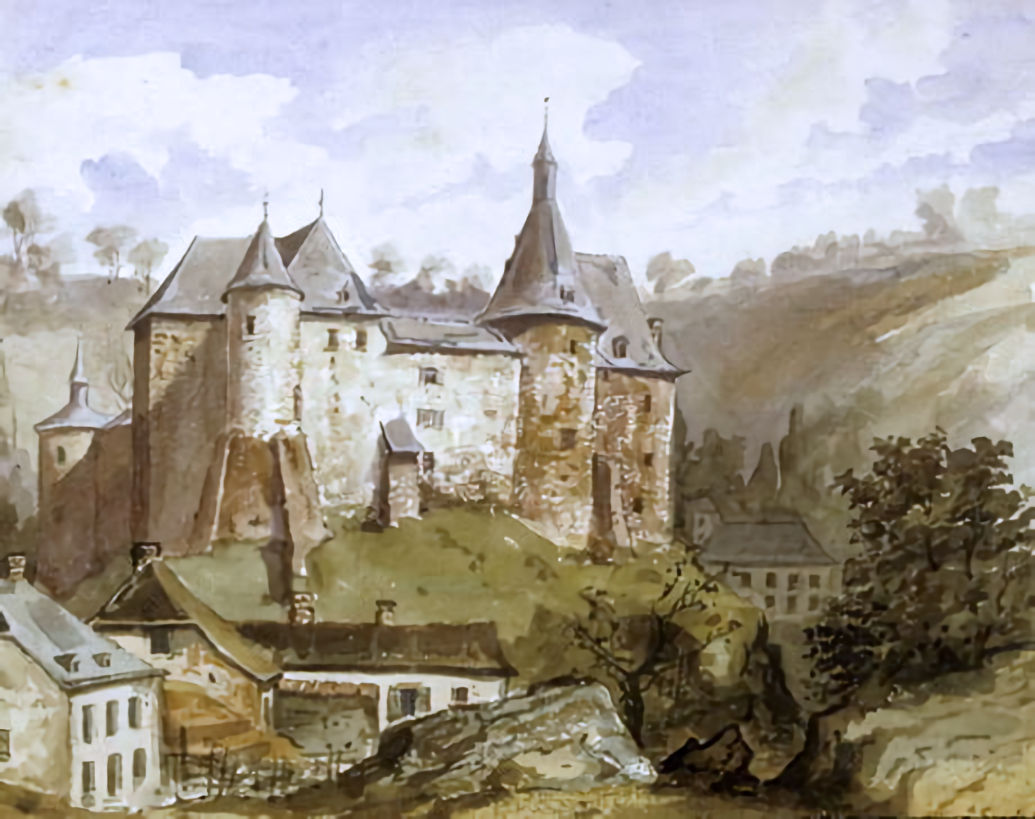
Michel Engels: Clervaux Castle (1886)

## Artistes visitants
Al segle xix, dos estrangers coneguts van fer importants contribucions a l'art de Luxemburg. El primer va ser el pintor anglès preimpressionista Joseph Mallord William Turner (1775-1851), que va visitar Luxemburg durant viatges d'estudis prolongats el 1825 i el 1834, deixant moltes aquarel·les de la ciutat i els seus voltants. Víctor Hugo (1802-1885), l'autor francès, també va visitar Luxemburg algunes vegades. El 1871, va fer una sèrie de dibuixos de castells, incloent Larochette, Schengen i sobretot Vianden.

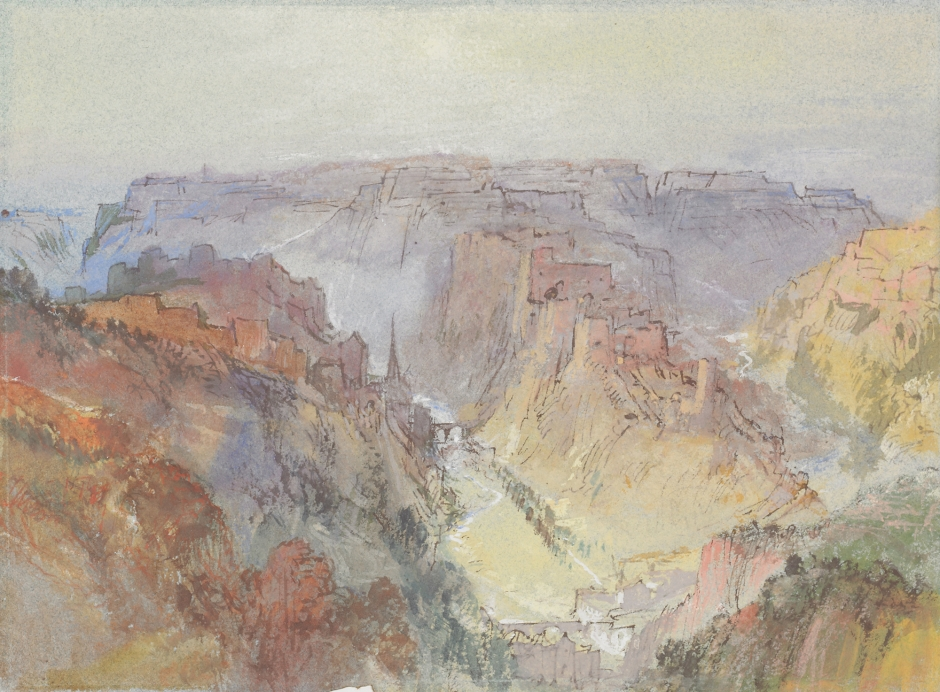
J. M. W. Turner: Luxembourg (1834)
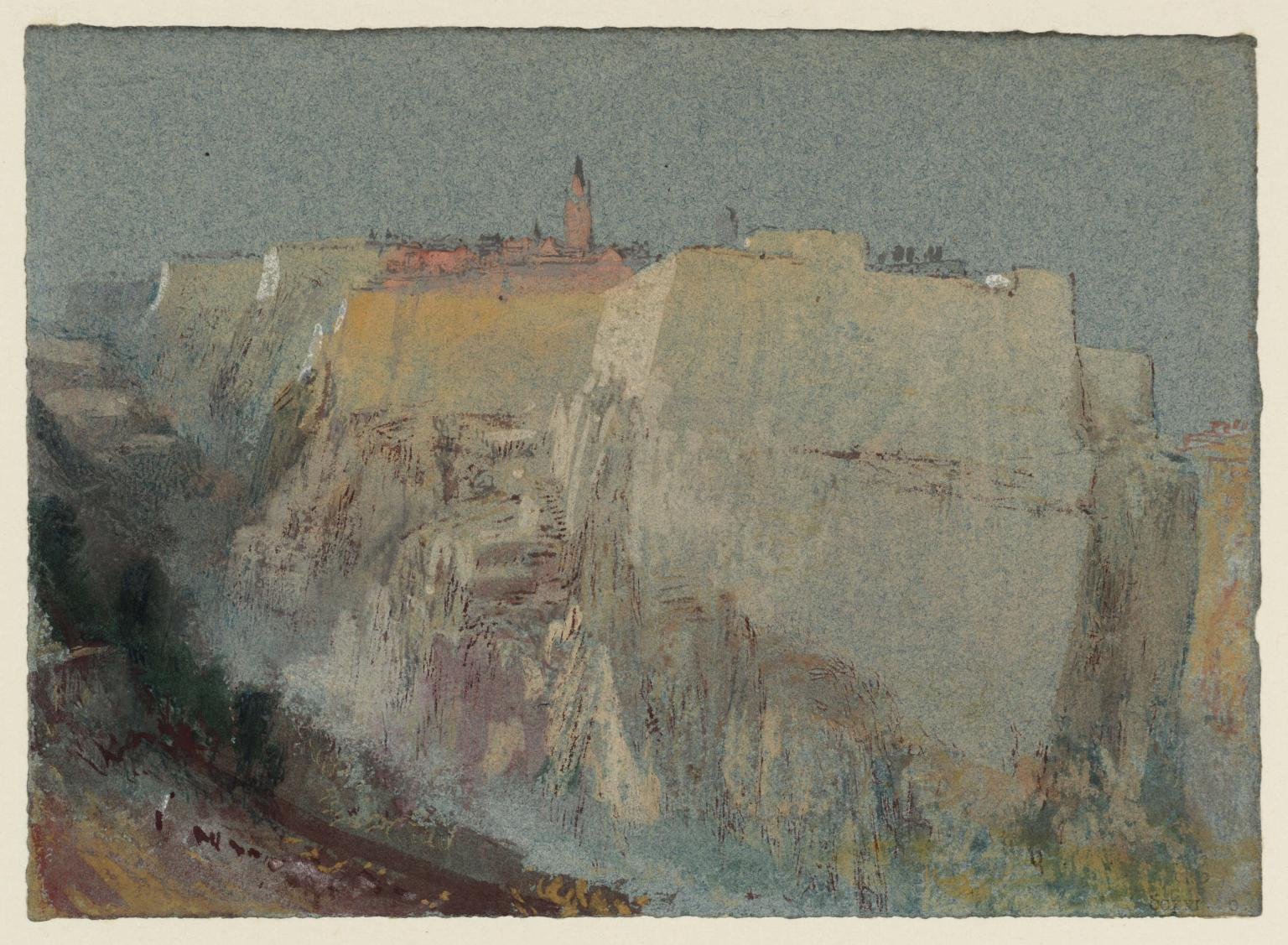
J. M. W. Turner: Cita del of St Esprit, Luxembourg (c. 1839)
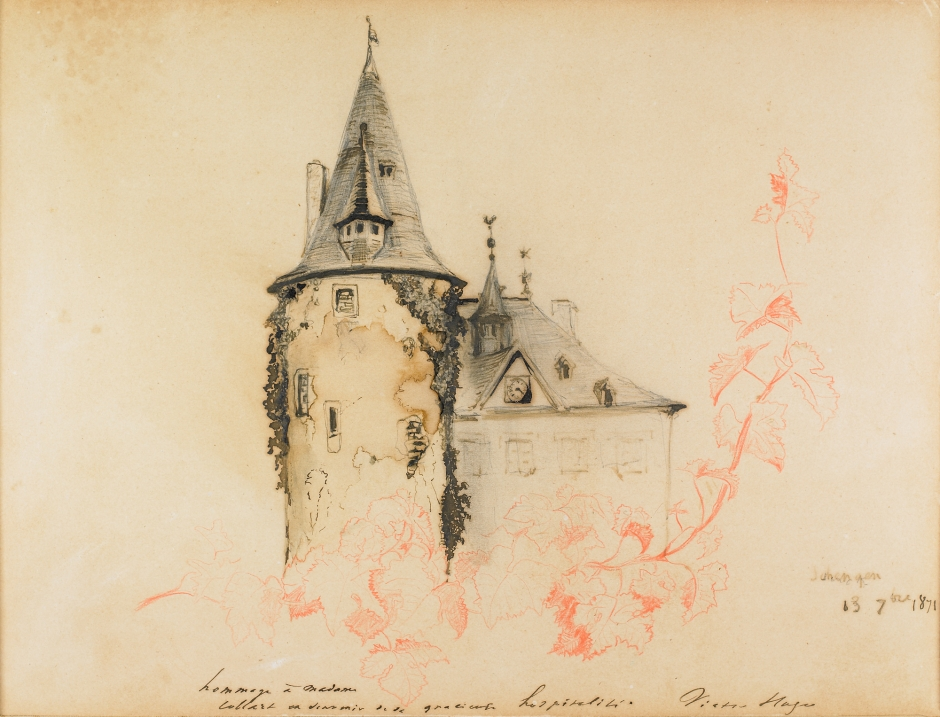
Victor Hugo: Schengen Castle (1871)
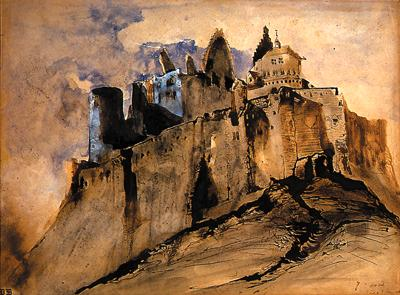
Victor Hugo: Ruins of Vianden Castle (1871)

## Segle XX
La primera meitat del segle xx va ser un gran període per a l'art de Luxemburg. Joseph Kutter (1894-1941), considerat un dels pintors més reeixits de Luxemburg, va ser influït pels impressionistes, però va desenvolupar el seu propi estil distintiu expressionista. En les seves pintures, els subjectes sovint estan en primer pla, com si fossin fotografies. Els seus retrats, pintats amb pinzellades fortes, típicament mostren figures amb grans nassos, de vegades amb un aspecte de pallassos desesperats, però sempre criden l'atenció. A partir de 1918, Kutter va realitzar paisatges i treballs florals cada vegada amb més motius expressionistes, de línies fortes i intensos colors. La seva pintura de Luxemburg, encarregada per a l'Exposició Universal de 1937 a París, és un bon exemple del seu estil expressionista amb les cases apilades una darrere l'altra, la forma cúbica dels edificis i la força exagerada de les fortificacions, tan diferent de la quasi mateixa escena realitzada per J. M. W. Turner. Encara que Kutter va passar alguns anys a Alemanya, el seu treball va ser més influït per les tendències de França i Bèlgica. Va ser un dels fundadors del moviment secessionista de Luxemburg.
Un altre pintor notable va ser l'impressionista Dominique Lang (1874-1919), les pintures del qual es van convertir cada vegada en més edificants, plenes de llum brillant i, sovint representa una dona jove vestida de blanc. Va usar pinzellades curtes, amb abundància de blaus i verds. El 1912-1913, va començar a adoptar el color pur influït per Monet, Renoir i Pissarro. Passejava al llarg de les ribes del riu Alzette, pintant escenes d'horts, recol·lecció de flors i la collita de fruites o les cases dels camperols de la zona on vivia. La seva pintura de Dudelange el 1917 és un excel·lent exemple de la seva aversió característica per la industrialització. No hi ha cap senyal de fàbriques i l'habitatge es troba en un idíl·lic paisatge que envolta la ciutat.
Nico Klopp (1894-1930) és recordat sobretot per les seves pintures postimpressionistes d'escenes del riu Mosel·la. Klopp va viure a Remich, on va pintar molts quadres del pont sobre el riu. Tant els seus paisatges i les seves natures mortes són distintives per la seva coloració brillant i els seus traços sòlids centrats fermament en els temes principals.
Frantz Seimetz (1858-1934) va ser un artista prolífic que va pintar retrats i paisatges en estil impressionista. El seu període més fèrtil va ser a Echternach, on va pintar nombroses escenes dels voltants, incloent el Mullerthal. Els seus quadres són en general realistes i poc romàntics, afrontant a l'impressionisme. Sobretot després de 1900, el seu estil es va fer més brillant i acolorit, la qual cosa reflecteix l'alegria i la bellesa dels moments que va experimentar. Avui Seimetz és recordat com un artista de consciència que va dominar l'escena artística de Luxemburg per un temps considerable. Va ser el primer luxemburguès a aprofundir en l'impressionisme i el primer, després de Nicolas Liez, que va pintar a l'aire lliure. També va ser el primer que va aconseguir viure solament de l'art.
Sosthène Weis (1872-1941) va pintar més de 5.000 aquarel·les, la majoria de Luxemburg i els seus voltants. També va treballar com a arquitecte, en el disseny d'alguns dels edificis més imponents de Luxemburg, incloent l'oficina de correus central i l'edifici Arbed. Les seves pintures anteriors, fins a 1900, mostren la influència dels seus interessos arquitectònics; els edificis es representen amb una precisió exacta, gairebé més aviat avorrida. A partir d'aleshores, el seu propi estil postimpressionista romàntic comença a emergir, especialment en la seva obra de 1915 a 1945. Els seus colors càlids predominen amb una abundància de violetes, blaus i ocres. Weis domina l'art de capturar el moment, poèticament reprodueix la llum boirosa de la matinada, la calor del migdia o la boira en les valls al vespre. A poc a poc la realitat va fer pas a ser menys precisa, les imatges més suggeridores es concentren cada vegada més en l'essencial. Va arribar a omplir ràpidament les principals línies de les seves escenes, interpretant-les més i més lliurement fins que finalment els seus quadres revelen un món de somnis i fantasia.
L'escultor Claus Cito (1882-1965) és recordat sobretot per l'escultura Gëlle Fra que corona el monument de l'obelisc del Record (1923), aixecat en memòria dels soldats de Luxemburg que van morir pel seu país en la Primera Guerra Mundial. Tanmateix, el seu treball més fi és considerat el bust de marbre de la Gran duquessa Carlota, que es va completar el 1939 i ara es troba a l'antic ajuntament a Differdange.

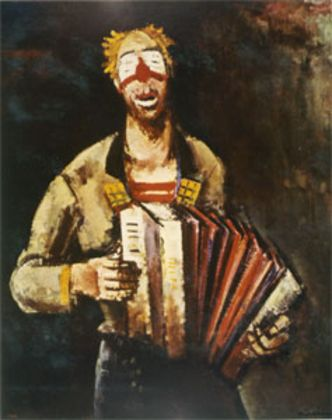
Joseph Kutter:Clown with accordeon (1936)
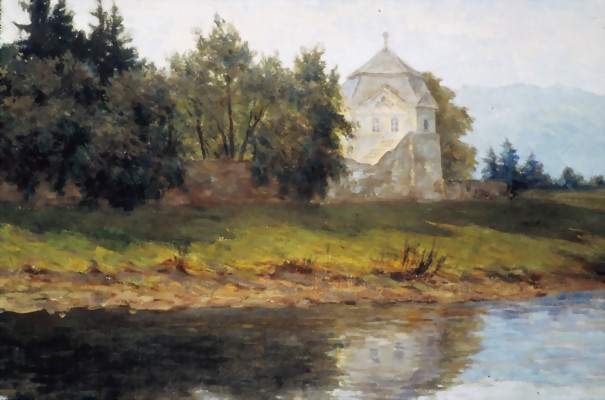
Frantz Seimetz: Pavilion at Echternach (c. 1904)
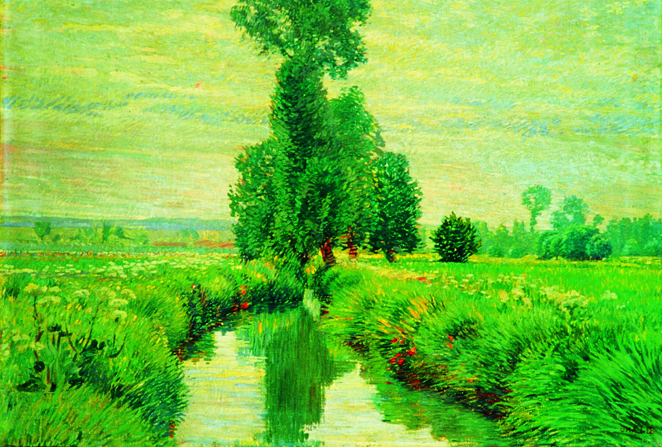
Dominique Lang: Banks of the Alzette (1915)
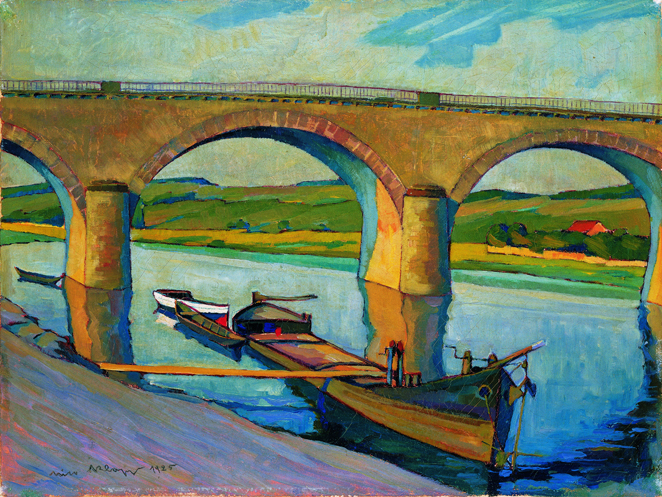
Nico Klopp: The Bridge at Remich (1925)

## Postguerra
Emile Kirscht (1913-1994) va treballar amb acrílics i guaix sobre paper. El 1954, va ser cofundador d'Iconomaques, grup d'artistes abstractes de Luxemburg. Encara que Kirscht va executar la pintura abstracta a la dècada de 1950 amb obres com Composició i Automnal, no va ser fins a la dècada de 1960 quan va substituir els acrílics pels olis quan realment va dominar l'estil. Una de les seves obres més notables, Village (1959), utilitza formes geomètriques per a representar les línies internes i estructures del tema.
Michel Stoffel (1903-1963), juntament amb Joseph Kutter, és considerat un dels pintors més importants de Luxemburg. Va ser el 1950 que va començar a pintar en estil geomètric de l'art abstracte, que el va portar el 1954 a ser un dels membres fundadors i el portaveu d'Iconomaques, un grup d'artistes de Luxemburg dedicat a l'art abstracte. El 1956, va rebre una menció d'honor en la quarta Biennal de São Paulo. Va completar dos mosaics de la luxemburguesa Nouvel Athénée el 1962 i es va convertir en membre de la secció de les arts i la literatura de l'Institut Gran Ducal.
Foni Tissen (1909-1975) és recordat principalment pel seu hiperrealisme i humor negre en les seves pintures, moltes de les quals eren autoretrats. Tissen va tenir com a objectiu difondre l'art a tots els sectors de la societat amb la fi d'«elevar l'esperit humà», com ell deia. Mentre que els seus cartells i el logotipus dels serveis d'emergència s'han convertit en part de la memòria col·lectiva de Luxemburg, la seva afició a la seva zona nativa es pot veure en els seus paisatges i gravats. La part més típica de la seva obra és, tanmateix, la sèrie surrealista que va anomenar els seus maennerscher o petits homes. Els símbols que utilitza guien l'espectador als extensos treballs de la seva imaginació. Amb tot i això, la seva obra revela la recerca del que ell va nomenar «la veritat que és la bellesa i la sinceritat».
Gust Graas (nascut el 1924) és un empresari i pintor de Luxemburg que no sols ha tingut un paper important en el desenvolupament de la seu de la ràdio i televisió a Luxemburg, sinó que és també un talentós pintor abstracte. Graas sempre ha demostrat un interès actiu en l'art, la producció de pintures i obres d'escultura. En estudiar a París, va conèixer diversos impressionistes pintors de l'escola de París, amb qui va mantenir contacte. El 1970, va ser guardonat amb el Prix Grand-Duc Adolphe. Des del seu retir, el 1989, ha viscut a Pollença, a Mallorca, on ha continuat pintant. Les seves exposicions «Els meus anys a Espanya» (1989-2003) mostren clarament com ha influït el sol i el color de l'illa en la seva obra.
En estreta relació amb els artistes de la postguerra, va estar l'escultor Lucien Wercollier (1908 -2002), la impressionant obra del qual, abstracta en bronze i marbre, es pot trobar no solament en llocs públics de Luxemburg, sinó també als països de l'entorn.
Un dels artistes contemporanis més reeixits del país és Su-Mei Tse que, el 2003, va guanyar el Lleó d'Or, un premi atorgat al millor participant nacional a la Biennal de Venècia. Les Balayeurs du désert, la seva projecció de vídeo allà, mostra escombradors amb els seus uniformes distintius de París inútilment escombrant la sorra del desert amb el suau so d'escombres contra l'asfalt. La segona gran obra, The Echo, també un vídeo, representa una escena alpina en què una figura diminuta toca el violoncel, els simples sons de l'instrument es reflecteixen en les muntanyes. Entre 6 de maig i el 3 de juliol de 2011 es va poder veure a l'Espai 13 de la Fundació Joan Miró de Barcelona la seva obra Vertigen de la vida.

## Societats d'art
Director de la societat de Luxemburg per a l'art és el Cercle Artístic de Luxemburg, que va ser fundat el 1893 i encara es manté en activitat. Reuneix artistes de tota classe per tal de donar suport al treball artístic de l'educació. El 1926, una sèrie d'avantguardistes incloent Joseph Kutter i Nico Klopp van fundar el moviment secessionista de Luxemburg, que va presentar el seu treball expressionista a les exposicions anuals del Salon de la Sécession fins que les seves aspiracions es van reconciliar amb el Cercle el 1930. El 1954, un grup d'artistes abstractes incloent Emile Kirscht, Michel Stoffel i Lucien Wercollier va fundar Iconomaques, que va portar l'art modern a Luxemburg amb les importants exposicions que va organitzar entre 1954 i 1959.